# Lijst van badplaatsen in Spanje
Hieronder staat een alfabetisch gerangschikte lijst met badplaatsen en stranden in Spanje (Spaanse Costa's).

## A
- Almería
- Almuñécar (Granada)
- Alicante

## B
- Benidorm
- Blanes

## C
- Calella
- Calonge
- Calpe
- Cambrils
- Castell-Platja d'Aro
- Castelldefels

## D
- Dénia

## F
- Fenals
- Fuengirola
- Formentera

## G
- Gavà

## L
- Lloret de Mar
- L'Escala

## M
- Malgrat de Mar
- Marbella
- Motril
- Mallorca

## N
- Nerja

## P
- Palamós
- Pineda de Mar

## R
- Rincón de la Victoria
- Roses

## S
- Salou
- San Sebastian (Spanje)
- Sant Feliu de Guíxols
- Sitges

## T
- Tarragona (stad)
- Torremolinos
- Torrevieja
- Tossa de Mar

## V
- Vilanova i la Geltrú

Australië ·
België ·
Brazilië ·
Egypte ·
Frankrijk ·
Israël ·
Mexico ·
Nederland ·
Portugal ·
Spanje ·
Turkije .
Verenigde Staten